# Distretto di Chaloem Phra Kiat (Buriram)
Il distretto di Chaloem Phra Kiat (in thailandese: เฉลิมพระเกียรติ) è un distretto (amphoe) della Thailandia, situato nella provincia di Buriram.  è stato istituito nel 1996 per celebrare il 50º anniversario dell'incoronazione di Re Bhumibol Adulyadej (Rama IX), il monarca più longevo della Thailandia.